# Hana Hnátová

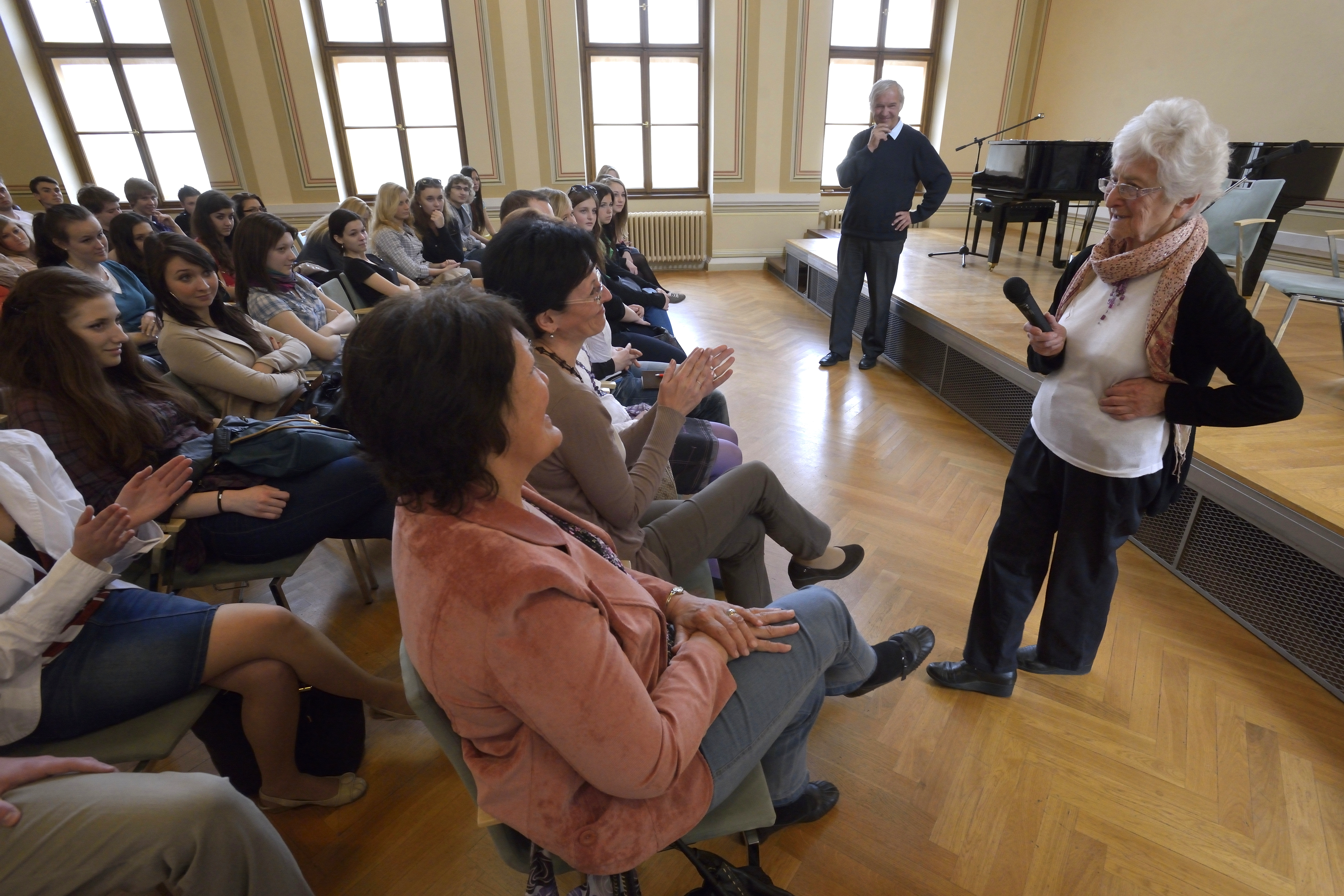
Hana Hnátová přednáší studentům v Pardubicích

Hana Hnátová, rozená Lustigová (20. června 1924, Praha – 5. srpna 2022, tamtéž), byla sestra spisovatele Arnošta Lustiga. Za druhé světové války prožila tři roky v koncentračních táborech a o hrůzách holocaustu vyprávěla především studentům.

## Životopis
Společně s mladším bratrem Arnoštem (1926–2011) vyrůstala v Libni. Otec provozoval obchod s textilním zbožím a matka, vyučená švadlena, se starala o domácnost a pomáhala v obchodě. Hana Hnátová byla z rasových důvodů vyloučena z libeňského gymnázia a krátce pracovala ve skladišti Treuhandstelle ve Španělské synagoze. Dne 20. listopadu 1942 byla spolu s bratrem, matkou a sestřenicí Věrou deportována do ghetta v Terezíně; otec o několik měsíců později. V Terezíně pracovala v jednotce zvané Hundertschaft, později v truhlárně a šicí dílně. V září 1944 byli otec a bratr transportováni do Osvětimi, kde otec zahynul, bratr Arnošt se později dostal do pracovního tábora Buchenwald. 4. října 1944 se Hana Hnátová v Terezíně dobrovolně přihlásila do transportu do Osvětimi s matkou a sestřenicí Věrou. Po kratší době v Osvětimi byly vybrány na práci do pracovního tábora Freiberg, pobočného tábora Flossenbürgu, kde pracovaly v továrně na letadla. V dubnu 1945, při evakuaci tábora, odjely do Mauthausenu, kde se začátkem května 1945 dočkaly osvobození americkou armádou.
Po válce dostudovala gymnázium a pracovala jako obchodní korespondentka. Založila rodinu a vychovala syna a dceru. Teprve po smrti svého bratra Arnošta začala o hrůzách holocaustu přednášet především českým i zahraničním studentům.